# Celso Yegros
Celso Yegros Estigarribia (Itauguá, 11 de julio de 1935 - Asunción, 6 de abril de 2013) fue un prelado y obispo católico paraguayo. Celso Yegros Estigarribia fue ordenado sacerdote en 1960 y, en 1983, fue nombrado obispo de Carapeguá hasta su retiro en 2010.